# Wem gehört die Stadt – Bürger in Bewegung
Wem gehört die Stadt – Bürger in Bewegung ist ein Dokumentarfilm über die Bürgerbeteiligungsprozesse auf der Helios-Brache in Köln-Ehrenfeld. Er zeichnet die Konflikte und Debatten um die Neubebauung des Grundstücks nach und lässt neben dem Investor, Paul Bauwens-Adenauer, dem Bezirksbürgermeister Josef Wirges sowie der Stadtverwaltung insbesondere Anwohner und Vertreter der Bürgerinitiative BI Helios zu Wort kommen. Auch der Kölsch-Rocker Peter Brings hat einen Gastauftritt.

## Handlung
Ausgehend von den ursprünglichen Plänen der Errichtung einer Shopping-Mall auf dem Heliosgelände in Köln-Ehrenfeld zeigt der Film die Formierung einer Protestbewegung auf, die alternative Vorschläge zur Nutzung des Geländes, als Park, zum Wohnen oder für kreative und kulturelle Nutzungen, entwickelt. Im Rahmen einer Bürgerbeteiligung werden der ursprüngliche Investoren-Planung sowie die neu eingebrachten Vorschläge der Bürger diskutiert. Als die Stadt schließlich die Errichtung einer Inklusions-Schule auf dem Gelände vorschlägt, sind alle Akteure überrascht. Die endgültige Entscheidung für das Gelände wird im Film offen gelassen. 

## Hintergründe
Der Film wurde von der Film- und Medienstiftung NRW gefördert und lief 2014 auf der Duisburger Filmwoche und dem Festival International de Programmes Audiovisuels in Biarritz (in französischer Übersetzung). Der Film startete am 19. Februar 2015 deutschlandweit in den Kinos.

## Kritik
„Regisseurin Anna Ditges entfaltet ein lebendiges Bild des bürgerlichen Engagements, lässt ebenso die Investoren und die Administrative zu Wort kommen und zeigt die Entwicklung des Konfliktes, der beispielhaft für viele jüngeren Bestrebungen von Bürgerinitiativen auf Mitbestimmung ist.“

„Lang anhaltender Beifall und teils überschwängliche Kommentare der Zuschauer ließen die Regisseurin strahlen. Sie zeichnet auch verantwortlich für Kamera und Drehbuch. Die Anstrengungen der Bürger seien wunderbar wiedergegeben worden, urteilten viele Zuschauer.“

„„Mit meinen Filmen möchte ich Menschen erreichen, berühren und bewegen“, sagt die gebürtige Rheinländerin. Das ist ihr mit dieser anregenden, exemplarischen Langzeitdokumentation auf jeden Fall bestens gelungen.“